# Vera: Meravigliosi desideri
Vera: Meravigliosi desideri (True: Wonderful Wishes) è una serie web per bambini trasmessa su Netflix in anteprima 2018.

## Lista di episodi

### Stagione 1
| nº | Titolo italiano            | Titolo originale   |
| -- | -------------------------- | ------------------ |
| 1  | Il mare vivente            | The Living Sea     |
| 2  | L'ecciughibughi            | Cosmic Sneeze      |
| 3  | Woo-woo pancioni del cielo | Woo-Woo Sky Blubbs |
| 4  | Desiderio fuori controllo  | Wish Gone Wild     |
| 5  | L'invasione di muschio!    | Big Mossy Mess     |

## Sequel
- Vera e il Regno dell'arcobaleno (2017)
- Vera: Fantastici amici (2018)